# Vrkoč
Koordinaten: 50° 37′ 51″ N, 14° 2′ 46″ O

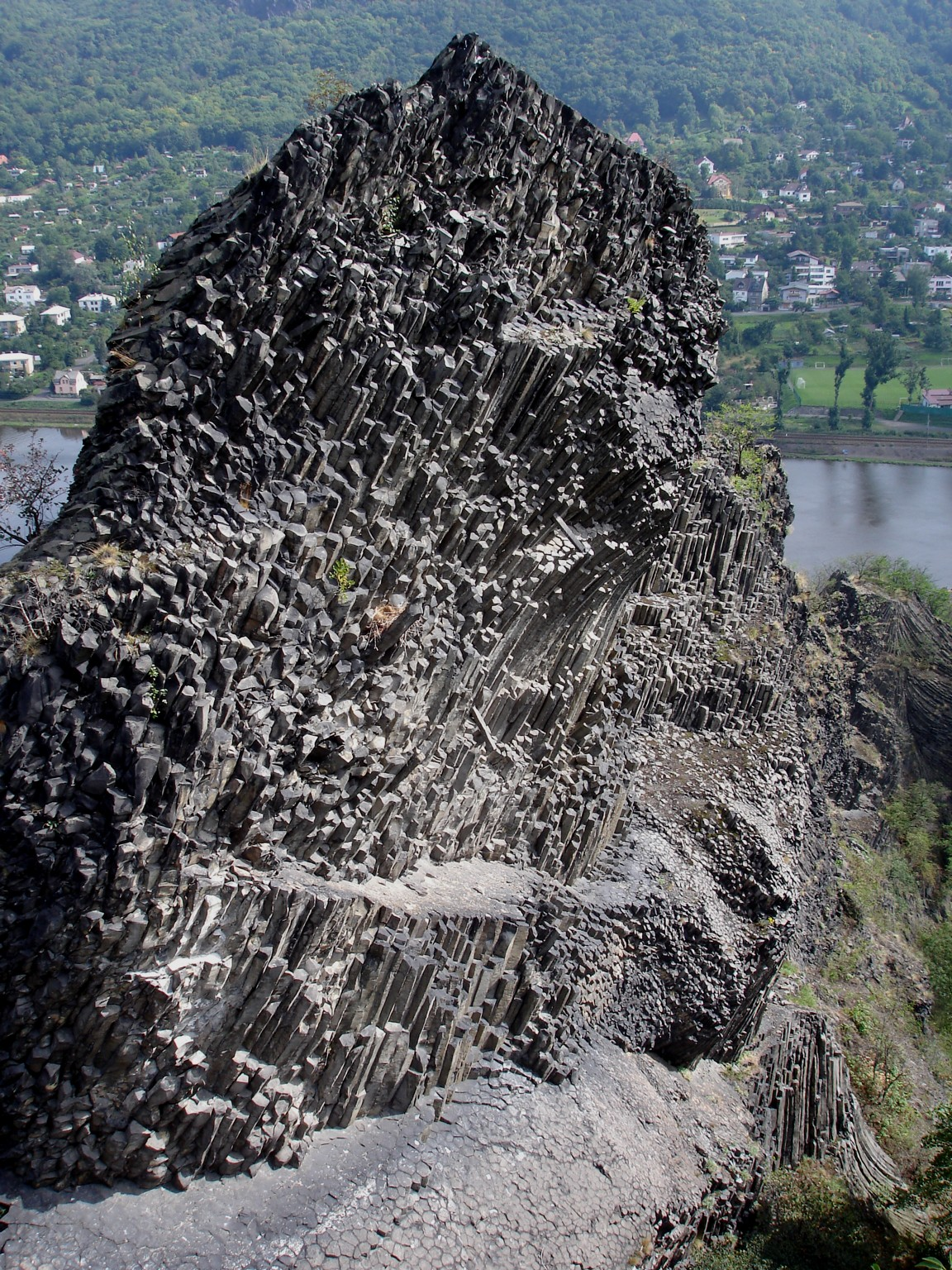
Blick von der Aussicht auf den zentralen Teil des Felsens

Der Vrkoč (deutsch: Workotsch) ist ein Felsen im Elbtal nahe Ústí nad Labem im linkselbischen Böhmischen Mittelgebirge. Seit 1966 steht der Felsen wegen seiner besonderen Geomorphologie als Nationales Naturdenkmal unter staatlichem Schutz.

## Lage und Umgebung
Der Vrkoč befindet sich drei Kilometer südlich des Stadtzentrums von Ústí nad Labem im Ortsteil Vaňov (Wannow). In einem Talkessel unmittelbar nordwestlich des Felsens befindet sich der Wannower Wasserfall.

## Geologie
Der Vrkoč besteht aus Olivin-Basalt, der in dem Felsen in einer sehr ebenmäßigen sechskantigen Säulenform aufgeschlossen ist. Teilweise sind riesige Fächer aus Basaltsäulen ausgebildet, wie sie auch vom Hirtstein im Erzgebirge bekannt sind. Die Basis des Felsens wird aus Quadersandsteinen der Kreide gebildet, die am nahen Podlešínský potok (Padloschiner Bach) aufgeschlossen sind.

## Namensherkunft
„Vrkoč“ steht im Tschechischen für den Zopf. Die deutsche Bezeichnung Workotsch ist davon abgeleitet.